# Samye
Samye is een Tibetaans klooster. Het is het eerste boeddhistische klooster dat in Tibet werd gebouwd. De bouw werd rond 775 gestart nabij Dranang in de periode van de koning Trisong Detsen. Het werd gebouwd als een complex van gebouwen die een centrale tempel omringen. Het complex heeft daarmee de vorm van een mandala en het ontwerp zou gebaseerd zijn op het grote tempelcomplex van Odantapuri in Bihar. De centrale tempel zelf wordt verondersteld de mythische berg Meru voor te stellen.
Het complex is meerdere malen - vooral door brand - verwoest. De laatste grote totale renovatie in de tijd van het historische Tibet werd uitgevoerd onder leiding van Wangchug Gyalpo, die later een van de regenten in Tibet werd tussen 1862 en 1864.
Het klooster maakte traditioneel vanaf de 11e eeuw onderdeel uit van de nyingmatraditie van het Tibetaans boeddhisme. De grote historische, symbolische dus ook politieke betekenis van Samye had tot resultaat dat vanaf midden 17e eeuw – toen de gelug de dominante machtsfactor in Tibet was geworden – de feitelijke beslissingen met betrekking tot het klooster door de hiërarchie van de gelug genomen worden.

## Klassieke overlevering

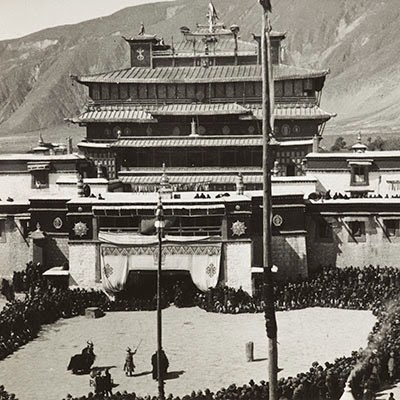
Samye in 1936

Volgens de boeddhistische geschiedschrijving zou de koning Trisong Detsen (755-797) Shantarakshita, de abt van de Nalandauniversiteit in India, hebben uitgenodigd het boeddhisme in Tibet uit te dragen. Shantarakshita kreeg onder meer de opdracht en de verantwoordelijkheid voor de bouw van Samye. De bouw ervan verliep niet voorspoedig wat werd geweten aan de lokale godheden en demonen die niet erg enthousiast over het project zouden zijn geweest. Pogingen deze geesten te verdrijven mislukten en Shantarakshita zag zich gedwongen de koning te melden dat deze taak boven zijn vaardigheden en mogelijkheden lag. Hij adviseerde de koning om de hulp in te roepen van een tantrische meester, Padmasambhava. Padmasambhava arriveerde daarop in Tibet en gaf de geesten en demonen het ultimatum zich tot het boeddhisme te bekeren dan wel te verdwijnen. Die kozen voor de eerste optie en beloofden daarbij voortaan Tibet en bovenal de dharma te beschermen met dezelfde wil en kracht waarmee ze tot dan toe het boeddhisme hadden bestreden.
De rol van Padmasambhava en de bouw van het klooster van Samye is een van de meest essentiële elementen in de traditionele Tibetaanse geschiedschrijving. Dat heeft vooral te maken met het feit, dat deze gebeurtenis bepalend is voor de totstandkoming van het pantheon van het Tibetaanse boeddhisme. De voormalige demonen moesten immers in het te creëren pantheon opgenomen worden als beschermers, dharmapala's.

## Orakel van Samye
De voormalige demonen werden onder het gezag geplaatst van Gyalpo Pehar, die tot de beschermer van het klooster Samye werd gemaakt. In het klooster was dan ook een medium van Gyalpo Pehar, het orakel van Samye, het meest befaamde orakel van Tibet. Omstreeks 1650 en na de overwinning in de burgeroorlog in de eerste helft van de 17e eeuw die de gelug tot de dominante machtsfactor maakte, werd door de vijfde dalai lama het orakel overgeplaatst naar het toen recent gestichte Nechungklooster in de onmiddellijke omgeving van Lhasa. Vanaf dat moment wordt het als het orakel van Nechung onderdeel van de gelugtraditie en het Tibetaans staatsorakel. Begin 18e eeuw vestigt zich opnieuw een orakel in Samye, dat als opnieuw het orakel van Samye spoedig weer faam geniet.

## Historische context
Reële historische bewijzen of zelfs maar aanwijzingen die het verhaal in de klassieke boeddhistische geschiedschrijving rondom de stichting van Samye kunnen bevestigen ontbreken totaal.
De naam Padmasambhava wordt in de Tibetaanse geschiedschrijving pas voor het eerst aan het eind van de 10e eeuw vermeld. Pas in de 12e eeuw (dus 400 jaar erna) wordt hij in enkele documenten beschreven op een wijze die begint te lijken op die van de huidige beeldvorming rondom hem. De gestalte die Padmasambhava nu volop heeft dateert in de Tibetaanse documenten van de 14e eeuw.
In de tekst van het Testament van Ba bedwingt Padmasambhava wel enkele lokale preboeddhistische godheden en verricht enkele wonderen op het gebied van waterbeheersing. Maar er is verder weinig in de tekst dat lijkt op de rol die Padmasambhava in de latere geschiedschrijving zou krijgen. Hij wordt door Trisong Detsen gedwongen Tibet te verlaten voordat ook maar de voorbereidingen voor de bouw van het klooster aanvangen en is dus op geen enkele wijze betrokken bij de stichting daarvan.

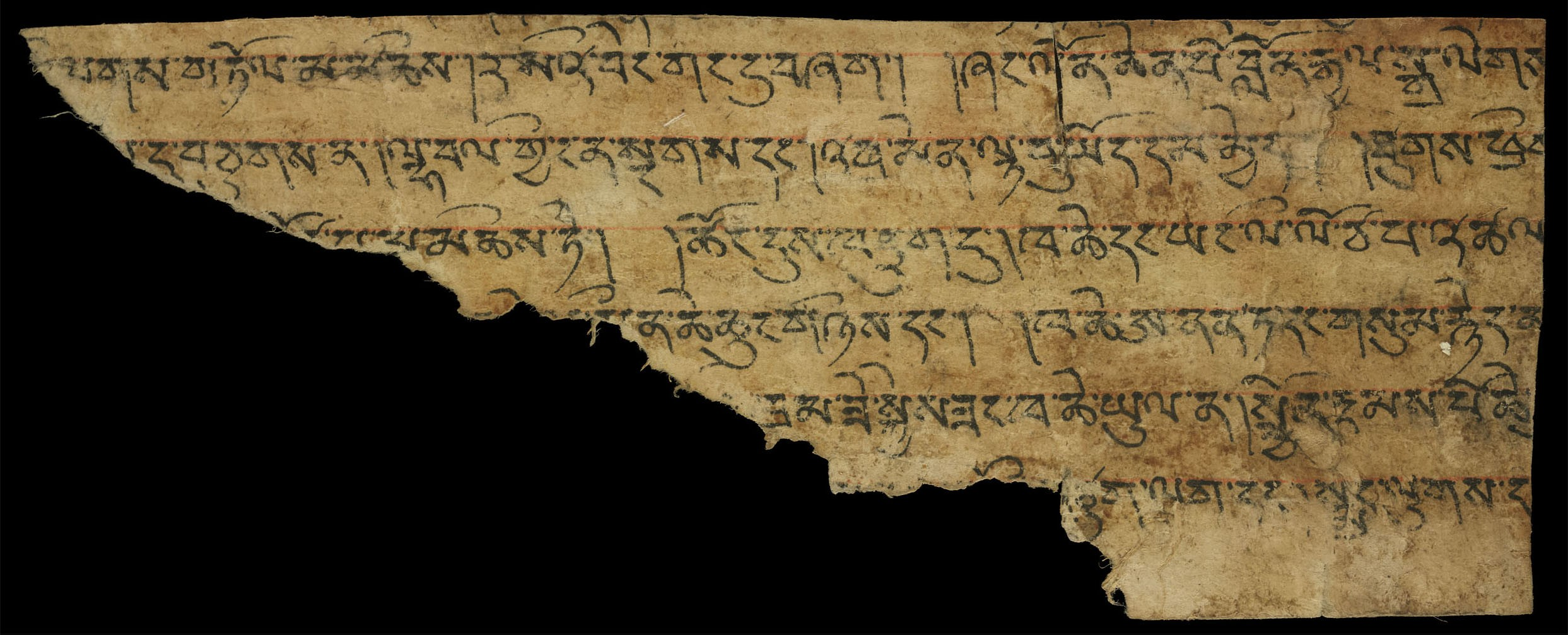
Een in 2009 gevonden fragment van het Testament van Ba

Het Testament van Ba vermeldt wel een aantal voorzieningen die getroffen werden onmiddellijk na de stichting van Samye.
 Honderdvijftig huishoudens werden door het hof als horigen aan de religieuze gemeenschap toegewezen. Ieder jaar diende het hoofd van de religieuze gemeenschap van hen vijfenzeventig ladingen gerst te ontvangen, alsmede negen volledige kostuumuitrustingen, 1100 ons boter, een paard, vier balen papier, drie maten inkt en zout zoveel als zij nodig hadden. De vijfentwintig kluizenaars van Chimpu ontvangen ieder elk jaar vijfenvijftig ladingen gerst, 800 ons boter, een paard en zes volledige kostuumuitrustingen.

## De pilaar en de klok van Samye

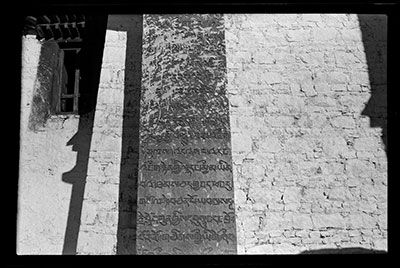
Deel van de inscriptie en de pilaar

Tijdens de bouw van Samye vond ook de constructie van een pilaar plaats. De inscriptie op de pilaar is de oudste Tibetaanse tekst die gerelateerd is aan het boeddhisme.
 De steun voor de Drie Juwelen georganiseerd in de tempels van Rasa (bedoeld wordt de tempel die later als Jokhang benoemd werd), Dragmar (een vallei nabij Samye) en andere plaatsen – en de uitoefening van het boeddhisme daar moet nooit verlaten of gestaakt worden. De hoeveelheid goederen die nodig is moet nooit verminderd worden. Vanaf heden zal iedere generatie van de lijn van de tsenpo (de koning) deze eed zweren. Omdat er geen inbreuk op deze eed gemaakt zal worden, roepen wij de wereldlijke en bovenwereldlijke goden goden alsmede de niet-menselijke wezens op getuige te zijn. De tsenpo en zijn zonen en de ministers hebben deze belofte gemaakt. Een meer gedetailleerde tekst van deze eed wordt elders bewaard.
Uit het begeleidende edict bij de inscriptie blijkt dat 49 personen deze eed gezworen hebben. In de tekst wordt in wezen een keus voor het boeddhisme alleen door Trisong Detsen en een kleine groep anderen gemaakt. Pas bij de tekst op de pilaar van Karchung uit 812 wordt voor het eerst de ambitie verwoord dat dit voor geheel Tibet en alle Tibetanen zou moeten gelden.

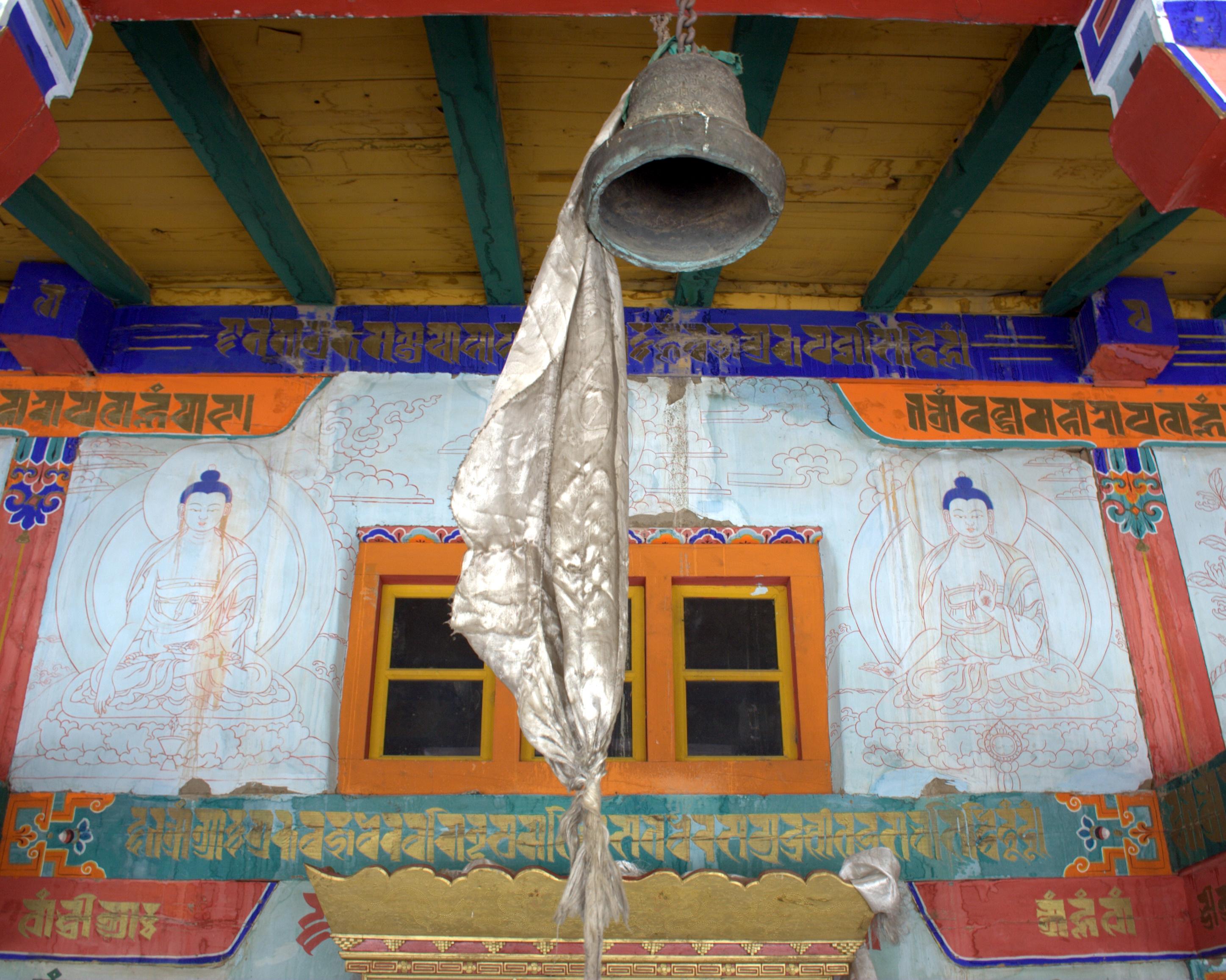
Een klok in Samye

Vanuit de periode van de opening van het klooster dateert ook een klok. De klok is gegoten in Chinese stijl en hangt tot op de dag van vandaag in de centrale tempel van het klooster. Een klok kwam in – in tegenstelling tot Chinese kloosters – maar zelden in Tibetaanse kloosters voor. De klok vertegenwoordigt dan ook de vroege fase van het boeddhisme in Tibet, waarin Chinese invloeden nog sterk aanwezig waren. Een deel van de toenmalige koninklijke familie waaronder de belangrijkste vrouw van de koning was ook aanhanger van het Chinese Chan-boeddhisme.
De inscriptie op de klok luidt:
 De koningin, Gyelmotsen, moeder en zoon, maakten deze klok uit eerbied voor de Drie Juwelen van de tien richtingen. Zij bidden, dat door de kracht van zijn ( de klok) verdiensten de god, Tsenpo Trisong Detsen, de vader en de zoon, de heer en de dame, onder de indruk van de harmonie van de zestig melodieuze geluiden, onderricht zal worden in de hoogste Verlichting
Samye staat sinds 1996 op de lijst van culturele erfgoederen in de Tibetaanse Autonome Regio.

## Abt van Samye
In de klassieke boeddhistische geschiedschrijving wordt Shantarakshita na de stichting van het klooster van Samye de eerste abt. Hier is in later historisch onderzoek geen bewijs voor aangetroffen. Zo is er tussen de manuscripten van Dunhuang een document gevonden met een opsomming van de eerste tien abten van het klooster. Hierin ontbreekt de naam Shantarakshita. Als eerste abt van het klooster staat Wa Yeshe Wangpo vermeld. Als de negende abt van het klooster staat op die lijst Lhalung Palgyi Dorje vermeld aan wie de moord op Langdarma wordt toegeschreven.

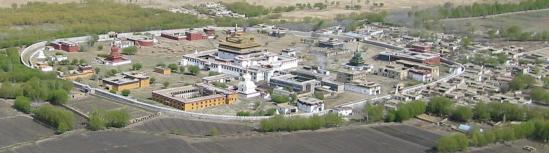
Luchtfoto van het klooster Samye